# 絃瀨聰一
絃瀨聰一（日语：／ Itose Soichi，2001年6月11日—），日本男演員，出生於福岡縣。隸屬於Horipro事務所。

## 簡歷
高中二年級時，開始在TikTok上發佈貼文，從私訊中得悉由Horipro主辦的「HORIPRO MEN'S STAR AUDITION」，於是報名參加試鏡。 2019年1月，入圍「HORIPRO MEN'S STAR AUDITION」決賽。同年4月，透過試鏡被選中於電視劇《集團左遷!!》飾演主角的兒子，演員出道。

## 人物
- 特長：韓語、英語[7]。

- 愛好：釣魚[8]。

- 初中和高中時參加過田徑運動[9][10]。

- 最憧憬的演員是佐藤健[11]。

## 演出作品

### 電視劇
- 集團左遷!!（2019年4月21日 - 6月23日，TBS）- 飾演 片岡裕太
- 圓形中國「經歷兩場戰爭〜ある"原子彈孤兒"的戰後〜」（2019年8月2日，NHK廣島放送局〈中國地方〉）[2]
- 下剋上球兒（2023年10月15日 - 12月17日，TBS）- 飾演 紅岡祥悟[12]
- Eye Love You（2024年1月23日 - 3月26日，TBS）- 飾演 相原虎太郎[13]
- 東京沙拉碗（2025年1月7日 - 3月4日，NHK綜合頻道）- 飾演 周 (シウ)[14]
- 誰看見了孔雀在跳舞？（2025年1月24日 - 3月28日，TBS）- 飾演 秋貞隆雄[15]
- 被年下處男耍得團團轉（2025年4月25日 - 6月13日，毎日放送）- 飾演 杉本洸紀[16]
- 淺草終極大魔王奶奶（2025年7月5日〈予定〉 - ，東海電視台・富士電視台）- 飾演 パク[17]

### CM
- BRAUN 電動剃鬚刨 系列9（2024年9月 - ）[18]

## 備註

## 外部連結
- 絃瀨聰一的官方網站
- 絃瀨聰一的X（前Twitter）
- 絃瀨聰一的Instagram帳戶